# دماغه اسپارتل

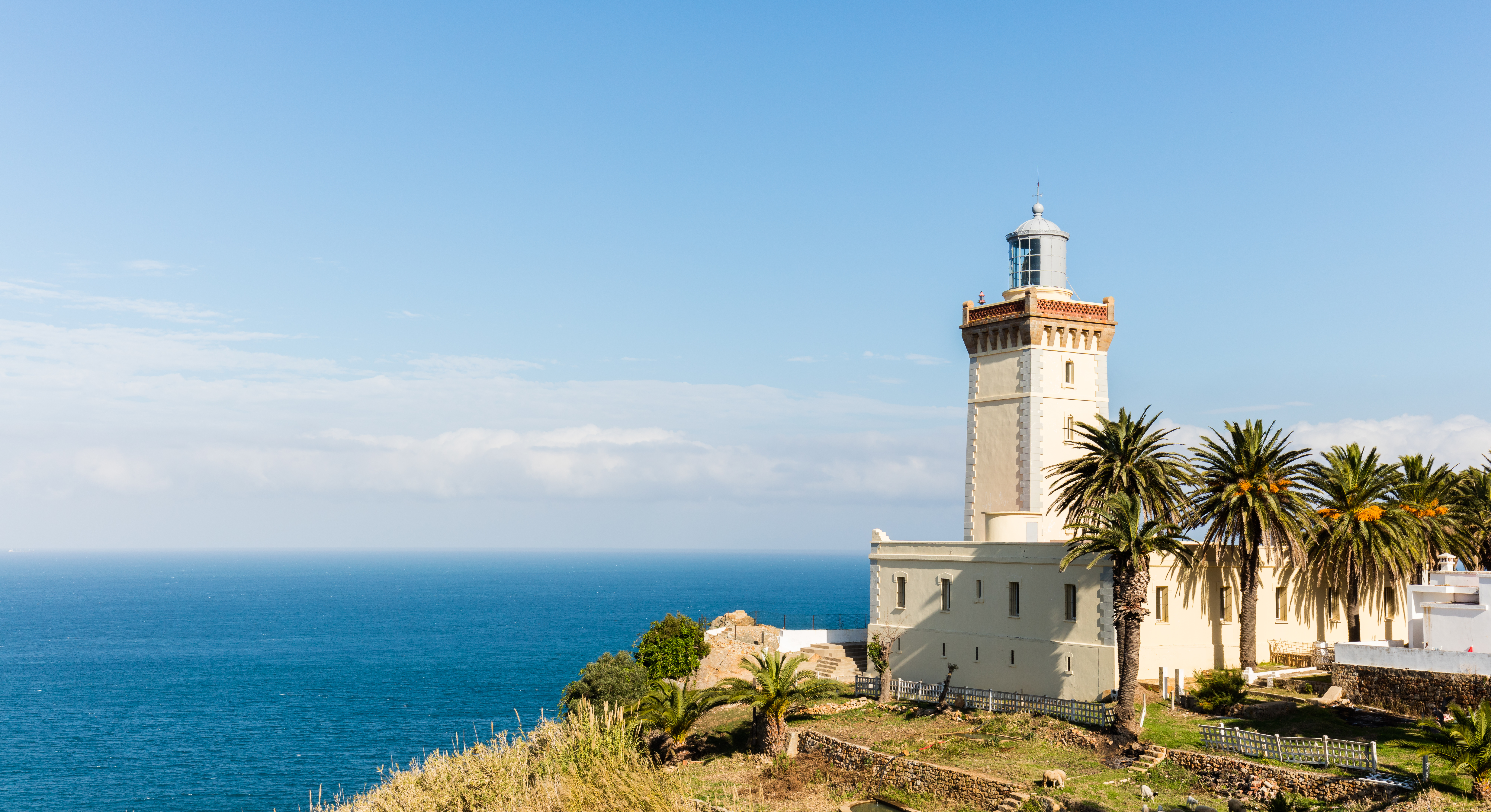
فانوس دریایی دماغه اسپارتل در سال ۲۰۱۵ میلادی.

دماغه اسپارتل (عربی: رأس سبارطيل) دماغه‌ای در مراکش است که حدود ۳۰۰ متر از سطح دریا ارتفاع دارد و در دهانه تنگه جبل‌الطارق و ۱۲ کیلومتری غرب طنجه واقع شده است. زیر این دماغه، غارهای هرکول قرار دارد.